# Хион
Хион (др.-греч. Χίων; ум. 352/351 до н. э., Гераклея Понтийская) — тираноубийца, организатор заговора против тирана Клеарха Гераклейского.
Сын Матрида, был родственником Клеарха, и, также как и тиран, обучался у Платона. 

## Тираноубийство
После нескольких неудачных заговоров против Клеарха, на 12-м году его правления (352/351 до н. э.) Хион, бывший убежденным противником тирании, решил взять дело в свои руки, и вместе с несколькими единомышленниками, в числе которых Мемнон Гераклейский называет неких Леона и Евксена, составил план покушения, основанный на том, что ему, как родственнику, было проще, чем другим, подобраться к тирану. 
Заговорщики воспользовались религиозным праздником, во время которого Клеарх совершал жертвоприношение, и, пока товарищи отвлекали на себя телохранителей, Хион поразил тирана мечом в пах. По словам Мемнона, Клеарх умер через два дня, в течение которых он мучился от видений — ему являлись призраки жертв его тирании. 
Почти все участники заговора погибли — либо в бою с телохранителями, либо через несколько дней, когда их схватили и замучили по приказу принявшего власть брата Клеарха Сатира. 

## Письма Хиона Гераклейского
Сохранилось 17 писем, которые в древности приписывали Хиону, но, по мнению специалистов, сочиненных каким-то грамматиком времен империи, вероятно, в правление Домициана. Несмотря на явную подложность, составитель писем использовал информацию из не дошедших сочинений гераклейских историков Мемнона и Нимфида, а потому некоторые сообщаемые им детали представляют научный интерес. 
Впервые письма были изданы Альдами в Венеции в 1499 в оригинале, а в 1606 переизданы с латинским переводом. Первое отдельное издание было выпущено Йоханнесом Каселиусом в 1583 в Ростоке. В 1765 в Лейпциге и Дрездене было опубликовано комментированное издание, подготовленное Иоганном Коберусом на основе нескольких списков. В 1816 Иоганн Конрад Орелли издал письма вместе с фрагментами Мемнона, в 1873 они были изданы в Париже Эршером в составе Греческих эпистолографов, а в 1951 Дюрингом в Гётеборге, с приложением английского перевода. 